# آن‌استایل
آن‌استایل (کره‌ای: 온 스타일; لاتین‌نویسی اصلاح‌شده: On Seutail) یک کانال تلویزیونی ماهواره‌ای و کابلی کره جنوبی متعلق به شبکه سی‌جی ئی اند ام است.